# 樂天桃猿
樂天桃猿是一支台灣职业棒球隊，隸屬於中華職棒。主場位於樂天桃園棒球場。2006年以La New熊的隊名奪下隊史首冠，2012年奪下搬至桃園後及更名Lamigo桃猿後的首冠，緊接在2014年、2015年達成二連霸，2017年–2019年締造三連霸。2022年上半季，奪得易主樂天後首次季冠軍。

## 球團法人沿革
- 2003年：第一職棒股份有限公司
- 2004年-2006年：達盛科技行銷股份有限公司
- 2007年-2020年：大高熊育樂股份有限公司
- 2020年-：台灣樂天棒球隊股份有限公司

## 歷史

### 第一金剛（2003年）
第一金剛由「第一職棒股份有限公司」經營。2003年，中華職業棒球聯盟與台灣大聯盟合併，台灣大聯盟的臺北太陽與高屏雷公合併為太陽隊，再與由臺中金剛與嘉南勇士合成的金剛隊交換隊名；2003年1月，接受第一金控冠名贊助為第一金控金剛隊，簡稱第一金剛隊。
第一金剛邀請徐生明擔任總教練，但由於戰績不盡理想而自行請辭，由蔡榮宗接任，當季總結算戰績20勝71敗9和，為中華職棒史上最低勝率紀錄。另外第一金剛在2003年對上兄弟象20場比賽更是未贏任何一場，兩隊對戰成績為2和18敗。而這項不名譽紀錄也直到隔年更改為La New熊後，於2004年3月4日在澄清湖主場面對兄弟象的延長賽第十局所擊出再見全壘打而獲勝，這支全壘打不僅是La New熊隊史第一轟，更還終止對兄弟象20連不勝的魔咒。
由於《金融控股公司法》規定金控公司不得轉投資非金融相關產業，造成第一金控一直無法取得球隊經營權，最後在2003年底販售給聲寶公司旗下的達盛公司，再由著名製鞋企業La New贊助經營，改名為La New熊。

### La New熊（2004年－2010年）
2003年季末，第一金控將第一金剛轉手賣給聲寶股份有限公司，同年12月15日國內製鞋企業La New出資認養澄清湖棒球場，並循贊助模式經營第一金剛，易名為「La New熊」，並以澄清湖棒球場為主場。球隊的公司名稱為「大高熊育樂股份有限公司」。接手球隊後，除在新人選秀會中選進內野手石志偉，與稍早於替代役選秀中選進的強打林智勝組成「聖石連線」球隊基石外，並延攬前日本職棒名將大田卓司為總教練，但季中大田卓司因戰績不佳而解職，後改由洪一中擔任總教練至2019年（2010年由蔡榮宗擔任一軍總教練）。劉保佑一反當時中華職棒各球團一切從簡的經營理念、大手筆投資。La New熊主場比賽全部固定於澄清湖棒球場進行，是中華職棒第一個徹底落實主場制度（認養球場並融入當地色彩、賽程多數安排於主場等）、第二個擁有主場（第一個擁有主場的為統一獅）和二軍制度的球隊。除此之外，La New熊規定球員穿著西裝、同時提供隨隊廚師以及球員宿舍。La New熊隊史首戰面對兄弟象，在第十局延長賽因蔡泓澤的再見全壘打逆轉獲勝，2004年球季結束後，La New正式買下球隊。
2005年7月，中華職棒二度爆發簽賭案，隊上的捕手陳昭穎於比賽結束後遭檢方拘提。劉保佑表示「涉案球員雖然是個人行為，但是球團督導不週，難辭其咎！」、並強調「有五個涉案就開除五個，五十個涉案就開除五十個，有證據就定罪，沒有證據就還球員清白，即使熊隊最後只剩下九個人，也會維持下去……」。當年下半季打出該半季最多勝，惜未進入季後賽，儘管球季結束後戰績墊底。季後，更新澄清湖棒球場的硬體設施、並免費為球員舉行讀書會以及進修。
2006年，季初選秀選入臺灣棒球旅美球員陳金鋒，並且在代訓選手選秀時選進曾經旅美的好手黃俊中。6月27日，因統一獅輸給中信鯨奪得隊史第一個季冠軍，而下半季更是創下戰績二十九勝九敗三和、勝率七成六三的最少場次封王記錄，並且因此成為繼兄弟象和統一獅之後第三支包辦上下半季冠軍的球隊。10月25日，La New熊隊在臺南市立棒球場以直落四的成績擊敗統一獅拿下2006年台灣大賽冠軍、代表中華職棒參加第二屆亞洲職棒大賽。11月12日，在東京巨蛋參與亞洲職棒大賽（由讀賣新聞主辦），以預賽成績兩勝一負的成績晉級。在總冠軍賽以零比一，僅一分之差敗給日本一的日職冠軍北海道日本火腿鬥士，排名第二。
2007年，下半季奪得季冠軍，並和上半季冠軍誠泰COBRAS比較全年戰績後，以全年戰績第2（誠泰COBRAS為第5）直接晉級台灣大賽；最終在台灣大賽以4敗3勝敗給統一獅。此屆系列賽，La New熊場場都有全壘打，與統一獅合計22支全壘打更是破聯盟總冠軍賽紀錄。 
2008年，因為前一年La New熊未連霸，故本年度以「奪回」作為口號，希望能再替球隊拿到一座總冠軍，於下半季再度奪得季冠軍，並和全年戰績排行第三的兄弟象進行5戰3勝的季後賽，但最後由兄弟象以直落三的方式進入台灣大賽，「奪回」未果。季後與日本職棒讀賣巨人進行交流賽，取得三勝一敗的成績。
2009年，這一年與季後賽無緣，10月11日總教練洪一中因此請辭，之後轉任二軍總教練。台灣大賽結束後隔日，中華職棒再度爆發假球案，La New熊隊十餘位球員含張誌家、蔡英峰、許文雄等於賽季結束後遭檢方拘提，爾後遭到球隊釋出。
2010年，本年度的一軍總教練為蔡榮宗。由於下半季僅四成勝率，本年度繼續與季後賽無緣，蔡榮宗也因此卸任總教練職務。。

### Lamigo桃猿（2011年－2019年）

#### 2011年－2013年

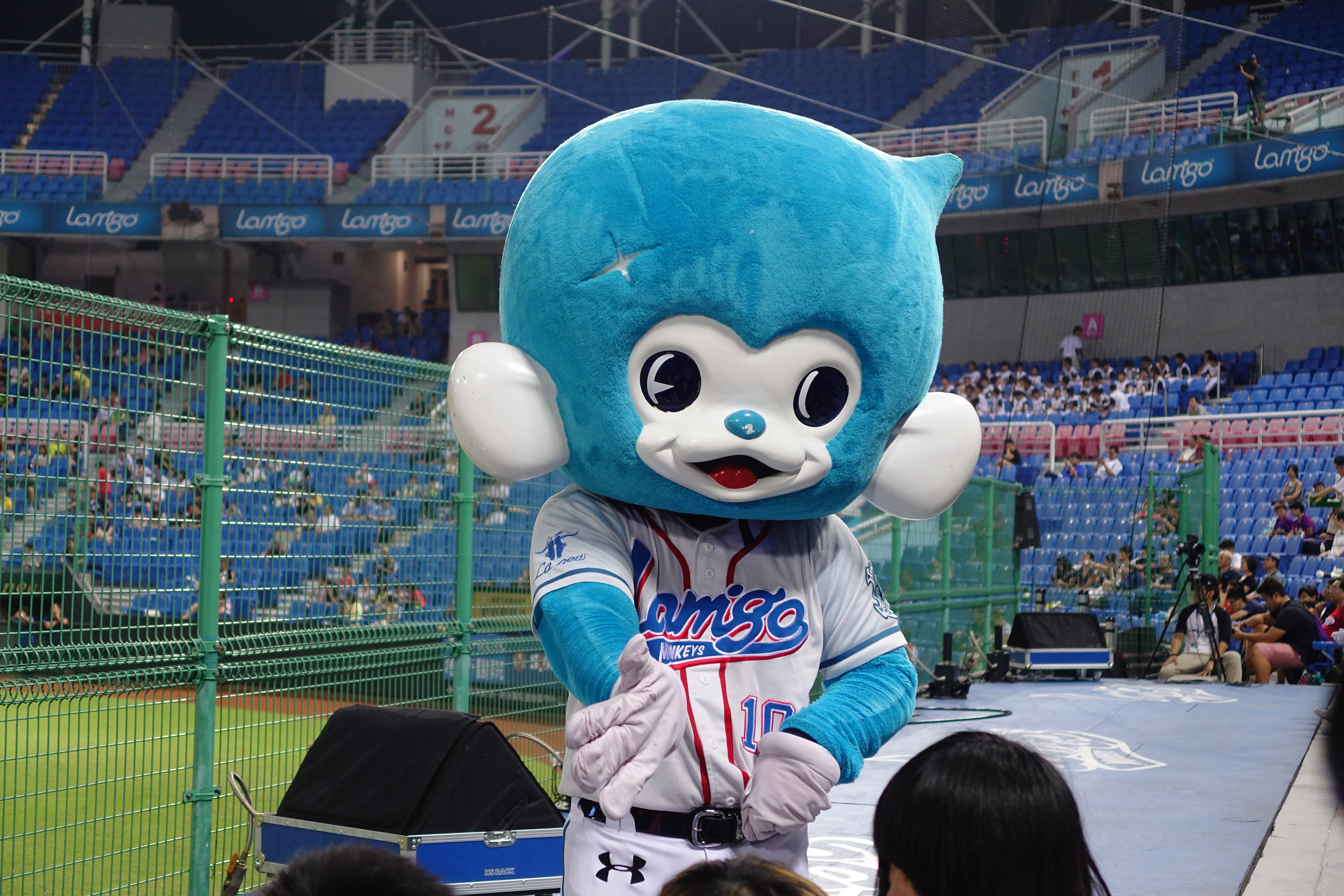
吉祥物 - 猿氣小子

2011年1月上旬，球團將主場從高雄澄清湖棒球場北遷到桃園國際棒球場，因應主場的異動而更改隊名為「Lamigo桃猿」，冠名來自La New新整合的「Lamigo微笑事業體」。並推出嶄新的球隊吉祥物，以桃型頭、招風耳做為特徵，La New熊則成為二軍隊伍名稱（隔年亦更名為Lamigo)。猿隊的新球衣，以白色底融入黑藍紅三色線條，勾勒出Lamigo微笑事業體中的另3個事業，主場出賽時採用白底融入黑、藍、紅三色的線條，球帽則採黑、洋紅相間的配色。本年度禮聘莊勝雄擔任技術顧問。本球季最後一場，Lamigo桃猿對上兄弟象，靠著銳一安打完投完封的表現帶領Lamigo桃猿以2：0完封兄弟象，中斷兄弟象連三年挺進台灣大賽的紀錄，也拿到下半季冠軍和全年勝率第一，在握有季後賽主場優勢的情況下對戰上半季冠軍統一7-ELEVEn獅，最後以1勝4敗鎩羽而歸，無緣拿下第二座台灣大賽冠軍。而桃猿不僅聘請莊勝雄指導陣中球員，也希望藉此開拓與千葉羅德海洋球團之間的合作關係，如合作開發商品和交流賽。
2012年初，劉保佑之子劉玠廷繼任領隊，為中華職棒最年輕領隊。9月23日，Lamigo桃猿以8比6打敗兄弟象，連續兩年拿到下半季冠軍，也前進台灣大賽，「超級霸」的口號首次出現。總冠軍賽挑戰衛冕軍統一7-ELEVEn獅，最後以4勝1敗完成復仇，拿下隊史第二座台灣大賽冠軍。當年度代表中華職棒參加第六屆亞洲職棒大賽，最終在擊敗強敵三星獅的情況下闖進冠軍賽，可惜最後在冠軍賽以3比6敗給讀賣巨人，以亞軍作收。
2013年，經過前一年前進亞洲職棒大賽，考察當地球場加油氣氛，決定仿韓國職棒推出「猿風加油」，於部分局數播放電子音樂取代原來以小號吹奏應援曲的方式為球員加油。2013年首次安排單一主場制的60場（全主場）的桃園國際棒球場，且將原來的官方啦啦隊Lamigo Girls改組成LamiGirls。搭上2013年世界棒球經典賽的熱潮，加上主場的優異勝率（36勝23敗1和），桃猿隊引進的加油方式後來為中華職棒各隊學習的對象。然而由於客場戰績22勝37敗1和，最後未取得任一半季冠軍而無緣季後賽。

#### 2014年－2015年
2014年，本季仿美國職業棒球大聯盟推出「全猿主場」，全面採用電子音樂加油，小號正式退出桃園主場。此舉動受到統一7-ELEVEn獅及中信兄弟領隊之認可；唯獨義大犀牛領隊謝秉育則強烈抗議，以如此易激起球迷對立衝突及球員要快樂打球為由，要求改回傳統主客隊分佔一三壘之加油方式。但「全猿主場」經營方式隨後得到中華職棒會長黃鎮台「100%支持」，並支持各隊發展屬地主義、深耕在地，犀牛隊領隊謝秉育則表示不會繼續抗議。8月起與FOX體育台簽訂主場電視轉播合約。8月28日，為球隊第二次舉辦阿迷趴（Army Party），和中華民國國防部簽定合作意向書，有5架幻影2000战斗机飛越桃園國際棒球場上空進行衝場，這是中華職棒歷史上首次，賽前表演則由示範樂隊、藝工隊和特戰部隊演出，也邀請優秀軍職人員擔任開球貴賓。本季以年度勝率第一、上半季冠軍之姿晉級中華職棒25年台灣大賽，與年度勝率墊底的下半季冠軍中信兄弟進行七戰四勝制的台灣大賽，最終以四勝一敗順利獲得台灣大賽冠軍。10月31日起與日本職棒千葉羅德海洋隊舉辦桃園最強－台日職棒交流賽，桃猿取得二勝一負的成績，並在應援方式上更進一步交流。
2015年，Lamigo桃猿推出Lamigo TV，邀請棒球主播徐展元擔任球賽固定主播，為中華職棒史上第一個單一球隊專屬頻道，以類似網路實況台的形式轉播球賽。但在其中出現Lamigo TV與前一年總冠軍紀念T恤的Logo抄襲爭議。6月13日，雖然以3:5不敵中信兄弟，但靠著統一7-ELEVEn獅在台南球場11:2大勝義大犀牛，拿到隊史第8個上半季冠軍。9月5日，於第三次的阿迷趴中，邀請藝人沈玉琳參與賽後演唱會，沈玉琳卻在闔家參與、現場直播的場合發生開黃腔，引來批評。本季以年度勝率第一、上半季冠軍之姿晉級中華職棒26年台灣大賽，與年度勝率第二的下半季冠軍中信兄弟連續兩季在台灣大賽碰頭。雖然一度陷入1:3的絕境，但依然追成平手。到了決勝的第7戰，靠著明星（Pat Misch）投出台灣大賽第一次完投完封無安打比賽，終場以11:0大勝，以4:3衛冕成功，達成隊史首度二連霸。

#### 2016年
2016年1月4日，lamigo球員林智勝轉隊到中信兄弟隊。
1月6日，lamigo球員陳金鋒在民視專訪中宣布再為Lamigo桃猿效力一年後退休。球員石志偉退休後，受中信兄弟邀請擔任二軍教練。本年度除「猿氣小子」外，新增吉祥物「桃猿大聖」，取名為Victor。9月18日，於主場為陳金鋒舉行引退儀式，背號52確定永久退休。上半季戰績不佳，下半球季戰績曾一度領先，然在最後24場比賽僅繳出5勝18敗1和的成績，不僅於10月8日在斗六棒球場敗於義大犀牛後，中斷連續二年闖進季後賽，無緣挑戰三連霸，更於10月14日最終戰負於中信兄弟後，睽違11年再度居聯盟最後一名，取得隔年選秀狀元籤。10月3日，球隊決議，因中華職棒和球團想法不受尊重、訴求未獲重視，婉拒支援2017年世界棒球經典賽。

#### 2017年－2019年

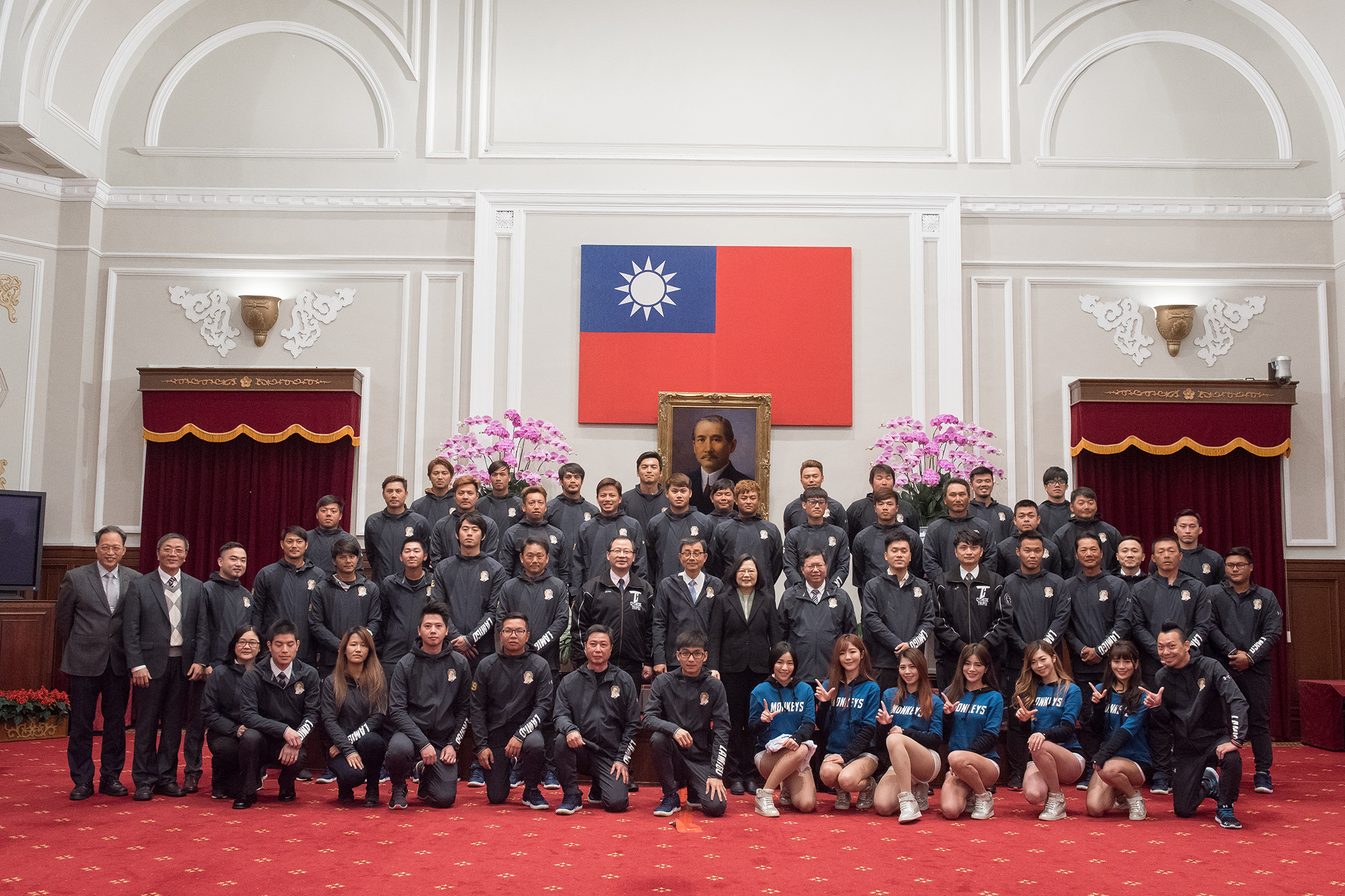
2018年1月，中華民國總統蔡英文接見Lamigo桃猿

2017年起，主場轉播改由ELEVEN SPORTS提供，其中除開幕賽以外，一半的場次會由愛爾達電視的主播群參與製播。1月時與被中信兄弟釋出的投手林英傑簽約。稍後更宣布日本籍教練杉山賢人擔任二軍投手客座教練，也延攬曾效力球隊的林敬民擔任二軍助理投手教練。季前公布口號為「捷Speed」，象徵新球季球隊將與桃園機場捷運一起出發。自3月28日主場開幕戰起，至4月22日止寫下主場十連勝的隊史最佳紀錄。6月25日，主場迎戰中信兄弟，儘管一度遭到追平，但靠著陳俊秀的關鍵2分全壘打，最終以5：3贏球，拿下隊史第九座季冠軍。奪得上半季冠軍後，6月28日，上半季主場最終戰再勝中信兄弟，主場戰績25勝5敗，0.833勝率為聯盟半季主場勝率新紀錄。7月6日上半季封關戰為實施全猿主場後，首次在桃園國際棒球場擔任客隊，該場比賽再勝富邦悍將，總結上半季43勝，為中華職棒史上半季最多勝。9月19日，於新莊棒球場以3:2擊敗富邦悍將，收下本季第72勝，正式打破中職單季最多勝紀錄（原紀錄為2012年獅隊保持）。10月11日，桃猿隊於台南棒球場的補賽以9:7擊敗統一7-ELEVEn獅，確定包辦上下半季冠軍。總計於2017年球季例行賽奪下破中華職棒紀錄的78勝，不但握有台灣大賽主場優勢，更透過賽制率先取得1勝。總冠軍賽第四場前已經取得3勝1敗聽牌優勢。第五戰，打到第九局，4比2領先中信兄弟，九下推出守護神陳禹勳，擋住一二壘有人的攻勢，單局投出三次三振，終場就以4比2擊敗中信兄弟，拿下隊史的第五座總冠軍。隔年1月，成為史上第一支獲得總統蔡英文接見的職業球隊。

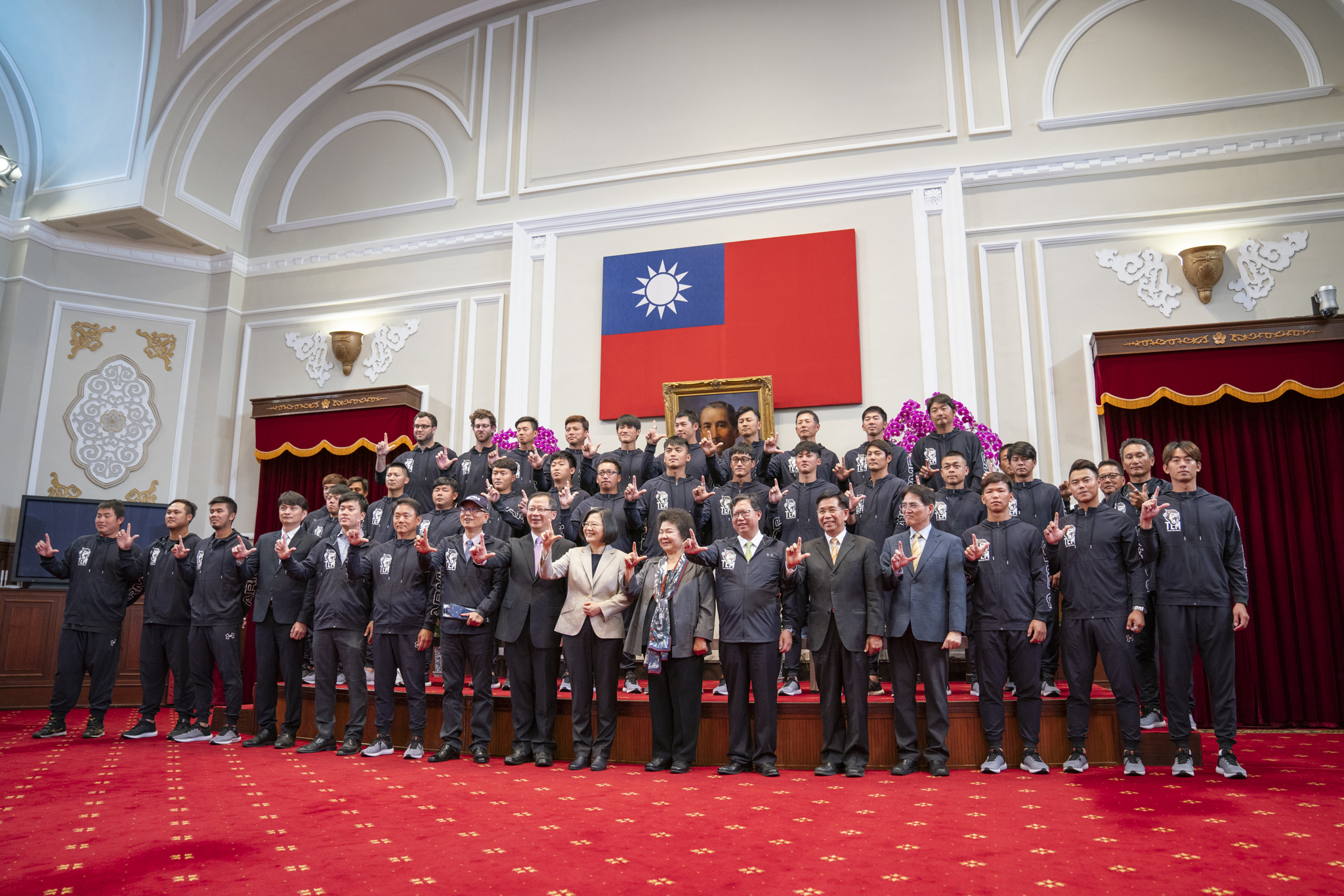
2019年3月，中華民國總統蔡英文接見Lamigo桃猿

2018年，4月8日至21日間創下平隊史九連勝的紀錄，在4月結束時以只打26場拿20勝破聯盟紀錄。6月17日，於主場擊敗中信兄弟，獲得上半季冠軍，也是隊史上第一次「連三半季冠軍」。8月7日，Lamigo簽下外籍選手Luke Heimlich，中文名為捍力克，但引發球迷輿論譁然，原因是捍力克過去曾有對女童猥褻的罪名。最終聯盟決議，基於職棒健康形象考量，不同意Lamigo球團測試洋將捍力克的登錄申請。10月5日，Lamigo主場8：5擊退富邦悍將，連續奪得4個季冠軍並獲得台灣大賽的1場保送勝，連2年取得台灣大賽的主場優勢。11月3日，台灣大賽Lamigo以4勝2敗擊敗季後挑戰賽勝隊的統一7-ELEVEn獅，完成2連霸。隔年3月，第二次前往總統府。
2019年，6月25日於客場逆轉擊敗統一7-ELEVEn獅，外加富邦悍將和中信兄弟12局打成平手情況下確定獲得上半季冠軍，連續5個半季拿下季冠軍（聯盟紀錄再創新高），這也是隊史第13次半季冠軍。7月3日，領隊劉玠廷宣布，正式啟動球隊轉賣相關程序。9月19日，召開記者會宣布，母公司La New與樂天株式會社達成協議，將大高熊育樂公司股權100%轉賣給樂天株式會社。10月17日，台灣大賽Lamigo以4勝1敗擊敗中信兄弟，Lamigo完成隊史第一次亦是最後一次三連霸。10月26日，Lamigo桃猿為感謝「10號隊友」的支持，舉辦告別賽，為最後一個全體公開活動，吸引滿場的20810名球迷入場，終場Lamigo桃猿以3比1擊退La New熊。

### 樂天桃猿（2020年–）

#### 2020年－2021年

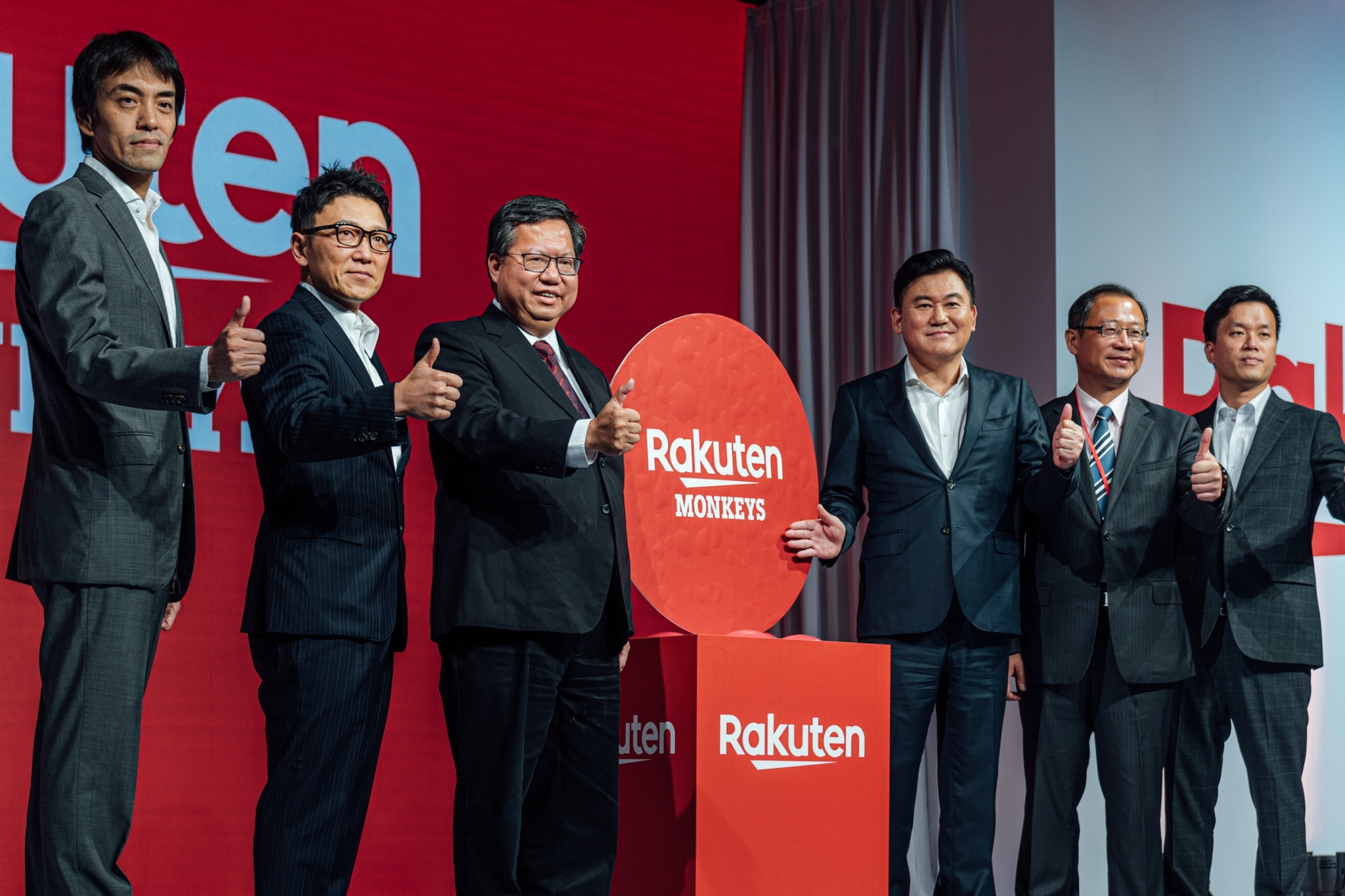
Rakuten樂天桃猿隊名發表會（攝於2019年）

2019年12月17日，樂天株式會社公布新隊名為「樂天桃猿」，首任領隊一職由劉玠廷擔任，首任總教練由曾豪駒接任。
2020年2月24日，樂天桃猿公布新年度吉祥物徽標。2月27日，公布年度口號為「Rock You Ten」。3月31日，推出年度口號同名MV《Rock You 10》。上半季，樂天桃猿開季一口氣拿下七連勝，但進入六月遭到中信兄弟超車，無緣贏得季冠軍，以第二名坐收，史稱「+7-4」慘案； 下半季，樂天桃猿率先無緣季冠軍，在2010年以後再次成為半季墊底球隊。在中信兄弟取得年度第一後，樂天桃猿挑戰四連霸只剩下季後挑戰賽一途。 本季中職例行賽最終戰，只要中信兄弟能夠擊敗統一7-ELEVEn獅，即可逆勢拿下下半季冠軍，保送台灣大賽的同時也能將樂天帶進季後賽，不過最終統一獅在台南主場擊敗中信兄弟拿下下半季冠軍，樂天桃猿四連霸正式夢碎。
2021年1月4日，樂天桃猿宣布劉玠廷完成階段性任務，於1月11日正式卸任領隊職務，新任領隊由原副領隊浦韋青升任，副領隊由原任職戰力編成部主管藍天勇擔任。 3月5日，樂天桃猿公布年度主視覺和口號「Stronger Together 」。上下半季，樂天桃猿都保持在五成勝率以上，但始終無法一搏季冠軍。上半季，樂天桃猿在主場遭到中信兄弟拋下彩帶，成為史上在桃園球場封王的首支客場球隊；下半季，一度有機會靠著競爭領先者統一獅的低潮和中信兄弟的奮起擠進季後挑戰賽，但最後中信兄弟以半場勝差不敵統一，樂天連續兩年無緣台灣大賽。

#### 2022年－2023年
2022年，樂天桃猿年度口號「RISE UP」。 上半季，樂天戰績穩定領先，靠著洋投以及兩位本土先發黃子鵬、曾仁和的強勢帶領下，在7月10日主場迎戰味全龍的比賽中獲勝，奪下上半季冠軍，首次拋下酒紅色彩帶，也是樂天集團接手後第一座季冠軍。 下半季，樂天在前半段一度領先第二名多達7場，無奈曾經的噩夢再次上演，遭到中信兄弟逆襲拿下下半季冠軍，不過樂天仍然以微幅的差距拿下全年度第一，直接晉級台灣大賽。來到台灣大賽，面對在季後賽擊敗味全晉級的兄弟，樂天顯得十分疲軟，即使在背水一戰的情況下推出歷年台灣大賽表現異常優異的王溢正，仍難以力挽狂瀾。最終以四連敗慘遭兄弟橫掃，抱憾結束本賽季。
2023年，樂天桃猿年度口號「Ready」。 10月2日，球團發布公告以「完成階段性任務」為由，原副總兼領隊浦韋青免兼領隊，領隊一職由川田喜則接任，為中職史上第一位日籍領隊。另原球團處處長沈鈺傑及總經理室室長礒江厚綺則擔任副領隊。
10月22日，樂天桃猿以11:9戰勝中信兄弟，確定以年度第三晉級季後賽。 10月30日，在季後挑戰賽，樂天桃猿最終以7:1戰勝統一7-ELEVEn獅，成功以3連勝之姿晉級挺進台灣大賽。 11月12日，在台灣大賽，樂天桃猿以3:6不敵味全龍，以3勝4敗，連二年獲得亞軍。本季結束後，樂天總教練曾豪駒轉任二軍總教練，一軍總教練一職則由原首席教練古久保健二接任。

#### 2024年
2024年，樂天桃猿年度口號「突破Breakthrough」。 5月11日，林泓育達成生涯第200支全壘打（職棒史上第4人）；6月18日則達成千分打點（職棒史上第5人）。上半季，樂天保持五成勝率，卻始終無法衝擊龍頭。9月29日，於主場樂天桃園棒球場迎戰中信兄弟，最終以5:8不敵對手，但因中信兄弟下半季封王，確定以全年度第三，取得季後挑戰賽資格。同時林智平達成生涯第1000支安打（職棒史上第32人）。10月14日，在季後挑戰賽於台南市立棒球場迎戰統一7-ELEVEn獅，最終以5:8不敵對手，以1勝2敗（統一獅已經保送一勝），獲得季軍無緣台灣大賽。

#### 2025年
2025年，樂天桃猿年度口號「Nonstop全猿猛進」。
由中華隊12強冠軍教頭曾豪駒(原二軍總教練)升任一軍首席兼打擊教練

## 球團年度口號

### 樂天桃猿年度口號
- 2020年：Rock You Ten
- 2021年：Stronger．Together
- 2022年：再戰起來 RISE UP
- 2023年：全猿準備 Ready
- 2024年：突破 Break Through
- 2025年：Nonstop全猿猛進

## 歷年戰績

### 按總教練分
| 年度   | 總教練     | 名次/隊數 | 出賽 | 勝 | 敗 | 和 | 勝率  | 勝差 | 備註                                                     |
| 2003年 | 徐生明     |           | 32   | 7  | 24 | 1  | .216  |      |                                                          |
| 2003年 | 蔡榮宗     |           | 68   | 13 | 47 | 8  | .217  |      |                                                          |
| 2004年 | 大田卓司   | 6/6       | 50   | 18 | 30 | 2  | 0.375 |      |                                                          |
| 2004年 | 洪一中     | 5/6       | 50   | 22 | 26 | 2  | 0.458 |      |                                                          |
| 2005年 | 洪一中     | 6/6       | 100  | 42 | 55 | 3  | 0.433 | 12.0 |                                                          |
| 2006年 | 洪一中     | 1/6       | 100  | 62 | 34 | 4  | 0.646 | —    | 上下半季冠軍／台灣大賽冠軍／亞洲職棒大賽亞軍             |
| 2007年 | 洪一中     | 2/6       | 100  | 58 | 42 | 0  | 0.580 | 0.5  | 下半季冠軍，台灣大賽敗給統一獅無緣衛冕                   |
| 2008年 | 洪一中     | 2/6       | 84   | 50 | 30 | 4  | 0.600 | 4.0  | 下半季冠軍，挑戰賽敗給兄弟象                             |
| 2008年 | 呂明賜     | 2/6       | 16   | 11 | 5  | 0  | 0.688 | 4.0  | 暫接替總教練職務                                         |
| 2009年 | 洪一中     | 2/4       | 120  | 61 | 58 | 1  | 0.513 | 3.0  |                                                          |
| 2010年 | 蔡榮宗     | 3/4       | 120  | 55 | 62 | 3  | 0.470 | 9.5  |                                                          |
| 2011年 | 洪一中     | 1/4       | 120  | 66 | 52 | 2  | 0.559 | －   | 台灣大賽敗給統一7-ELEVEn獅 林泓育該年任一日總教練（1敗） |
| 2012年 | 洪一中     | 2/4       | 120  | 66 | 52 | 2  | 0.599 | 4.5  | 下半季冠軍／台灣大賽冠軍/亞洲職棒大賽亞軍                |
| 2013年 | 洪一中     | 3/4       | 120  | 58 | 60 | 2  | 0.492 | 5.5  |                                                          |
| 2014年 | 洪一中     | 1/4       | 120  | 66 | 51 | 3  | 0.564 | －   | 上半季冠軍／台灣大賽冠軍                                 |
| 2015年 | 洪一中     | 1/4       | 120  | 68 | 52 | 0  | 0.567 | －   | 上半季冠軍／台灣大賽冠軍                                 |
| 2016年 | 洪一中     | 4/4       | 120  | 53 | 64 | 3  | 0.453 | 14.5 |                                                          |
| 2017年 | 洪一中     | 1/4       | 120  | 78 | 41 | 1  | 0.655 | －   | 上下半季冠軍／台灣大賽冠軍                               |
| 2018年 | 洪一中     | 1/4       | 120  | 73 | 47 | 0  | 0.608 | －   | 上下半季冠軍／台灣大賽冠軍                               |
| 2019年 | 洪一中     | 1/4       | 120  | 63 | 55 | 2  | 0.534 | －   | 上半季冠軍／台灣大賽冠軍                                 |
| 2020年 | 曾豪駒     | 2/4       | 120  | 59 | 61 | 0  | 0.492 | 9.5  |                                                          |
| 2021年 | 曾豪駒     | 3/5       | 120  | 56 | 61 | 3  | 0.479 | 11.0 |                                                          |
| 2022年 | 曾豪駒     | 1/5       | 120  | 70 | 46 | 4  | 0.603 | –    | 台灣大賽敗給中信兄弟                                     |
| 2023年 | 曾豪駒     | 3/5       | 120  | 60 | 56 | 4  | 0.517 | 2.5  | 台灣大賽敗給味全龍                                       |
| 2024年 | 古久保健二 | 3/6       | 120  | 62 | 57 | 1  | 0.521 | 7.5  | 挑戰賽敗給統一7-ELEVEn獅                                 |
| 合計   |            |           |      |    |    |    |       |      | 七座台灣大賽冠軍                                         |

## 退休背號

### 現存退休背號
- 10 球迷（2007年3月9日）
- 52 陳金鋒（2016年9月18日）

### 已失效退休背號
- 9 王柏融（2024恢復使用）

## 啦啦隊
- 2011年因球團北遷桃園，從La new Girls改成LamiGirls，2019年球季結束因球隊易主，改名為「Rakuten Girls」[63]。

## 樂天桃園女子棒球隊
2022年5月12日，樂天桃園女子棒球隊正式於記者會宣布成軍。由桃園市政府體育局局長莊佳佳、樂天集團、樂天桃猿領隊浦韋青 （页面存档备份，存于）、桃園市體育發展基金會執行長馮勝賢共同合作成立。

## 外部連結
- 官方网站
- 樂天桃猿的Facebook專頁
- 樂天桃猿的Instagram帳戶
- 樂天桃猿的X（前Twitter）
- YouTube上的Rakuten Monkeys頻道
- 樂天桃猿在台灣棒球維基館上的頁面（繁體中文）